# Gaetano Caffarelli
Gaetano Caffarelli també conegut com a Gaetano Majorano (Bitonto, 16 d'abril de 1703 - Nàpols, Campània, 30 de novembre de 1783) fou un cantant castrat italià.
Era fill d'uns humils llauradors que volien dedicar-lo a la mateixa professió, però ni les supliques ni els càstigs pogueren fer res contra la vocació irresistible de Gaetano, que anava a totes les festes a cantar a l'església, fins que havent-lo escoltat una músic anomenat Cafaro, decidí fer-se càrrec de Gaetano i pogué convèncer els seus pares de què l'esdevenidor de l'infant estava en la música. En efecte després de sofrir una bàrbara mutilació, com era costum llavors, Caffaro li ensenyà els primers rudiments de la música i després l'envià a Nàpols perquè perfeccionés els seus estudis, i Gaetano, en agraïment, adoptà el cognom de Caffarelli.
Tingué per mestres a Porpora i debutà el 1724 en el Teatro Valle, de Roma, amb un èxit extraordinari. Després va recórrer triomfalment els principals teatres d'Itàlia, i el 1750 cantà a París produint la mateixa admiració que arreu on havia anat. Poc temps després es retirà a les seves terres de Santo Dorato, on acabà tranquil·lament els seus dies.
Posseïa una bella veu, d'una extensió i una dolcesa de timbre prodigiosos i dominava en absolut la tècnica del cant, pel que no conegué rival en el seu temps.